# ふれ愛交通
株式会社ふれ愛交通（FURE-AI KOTU &CO.）は、大阪府大阪市平野区に所在したタクシー事業者である。

## 概要
1988年1月に設立。当初は梱包などの運送付帯サービスを主力に手掛けていたが、2004年8月に関連会社である東陽運輸から福祉タクシー事業を譲受してタクシー事業へ進出。2006年5月に福祉限定免許が解除されたと同時に一般タクシー事業へ進出。タクシー事業の他にも、病院福祉施設や特別支援学校の送迎などを手掛けていた。また、大阪市交通局が手掛けた赤バスの廃止に伴い代替となる平野区内の福祉系コミュニティ車両の運行も行った。女性乗務員が運転するピンク色のハイブリッドタクシーは、「幸せを運ぶ、ピンクのタクシー」と親しまれ、メディアに取り上げられた。
2016年5月期には約7億円の売上があった。しかし、乗務員不足による稼働率の低下や人件費上昇により、収益が悪化したと同時に債務超過に転落。これに2020年に発生した新型コロナウイルスが追い打ちをかけ、2020年4月の売上が前年比80%減と大幅に落ち込んだ。
ふれ愛交通はセーフティネット融資や雇用調整助成金などを検討していたが、2020年5月分の給与に間に合わないことから断念。2020年5月11日付で全従業員を解雇し事業を停止。同年5月13日に大阪地方裁判所へ破産を申請し、同日付で破産手続開始決定を受けた。負債総額は約1億3000万円。タクシー事業者で、新型コロナウイルスに関連する倒産は初となった。
ふれ愛交通が手掛けていた事業の内、介護タクシー事業に関しては、破産管財人管理の下で事業を継続する予定である。

## 営業区域
一般タクシーの営業区域は、大阪市域交通圏（大阪市、堺市、守口市、門真市、東大阪市、八尾市、豊中市、吹田市、池田市）と大阪国際空港を営業区域にしていた。福祉タクシーの営業区域は、大阪府内全域を営業区域にしていた。